# Équipe des Samoa masculine de volley-ball
Cet article traite de l'équipe masculine. Pour l'équipe féminine, voir Équipe des Samoa féminine de volley-ball.
L'équipe des Samoa de volley-ball est composée des meilleurs joueurs samoans sélectionnés par la Fédération samoane de Volleyball (Western Samoa Volleyball Association, WSVA). Elle n'est actuellement pas classée par la Fédération Internationale de Volleyball au 15 janvier 2010.

## Sélection actuelle
Sélection pour les qualifications aux Championnats du monde 2010.

Entraîneur : Va'ai Tupuola Va'a Potoi  ; entraîneur-adjoint : Tito Toetu 

## Palmarès et parcours

### Palmarès
Néant.

### Parcours

#### Championnat d'Asie et d'Océanie
| - 1975 : Non qualifié - 1979 : Non qualifié - 1983 : Non qualifié - 1987 : Non qualifié - 1989 : Non qualifié - 1991 : 15e - 1993 : Non qualifié - 1995 : Non qualifié - 1997 : Non qualifié - 1999 : Non qualifié | - 2001 : Non qualifié - 2003 : Non qualifié - 2005 : Non qualifié - 2007 : Non qualifié - 2009 : Non qualifié |